# LG Electronics

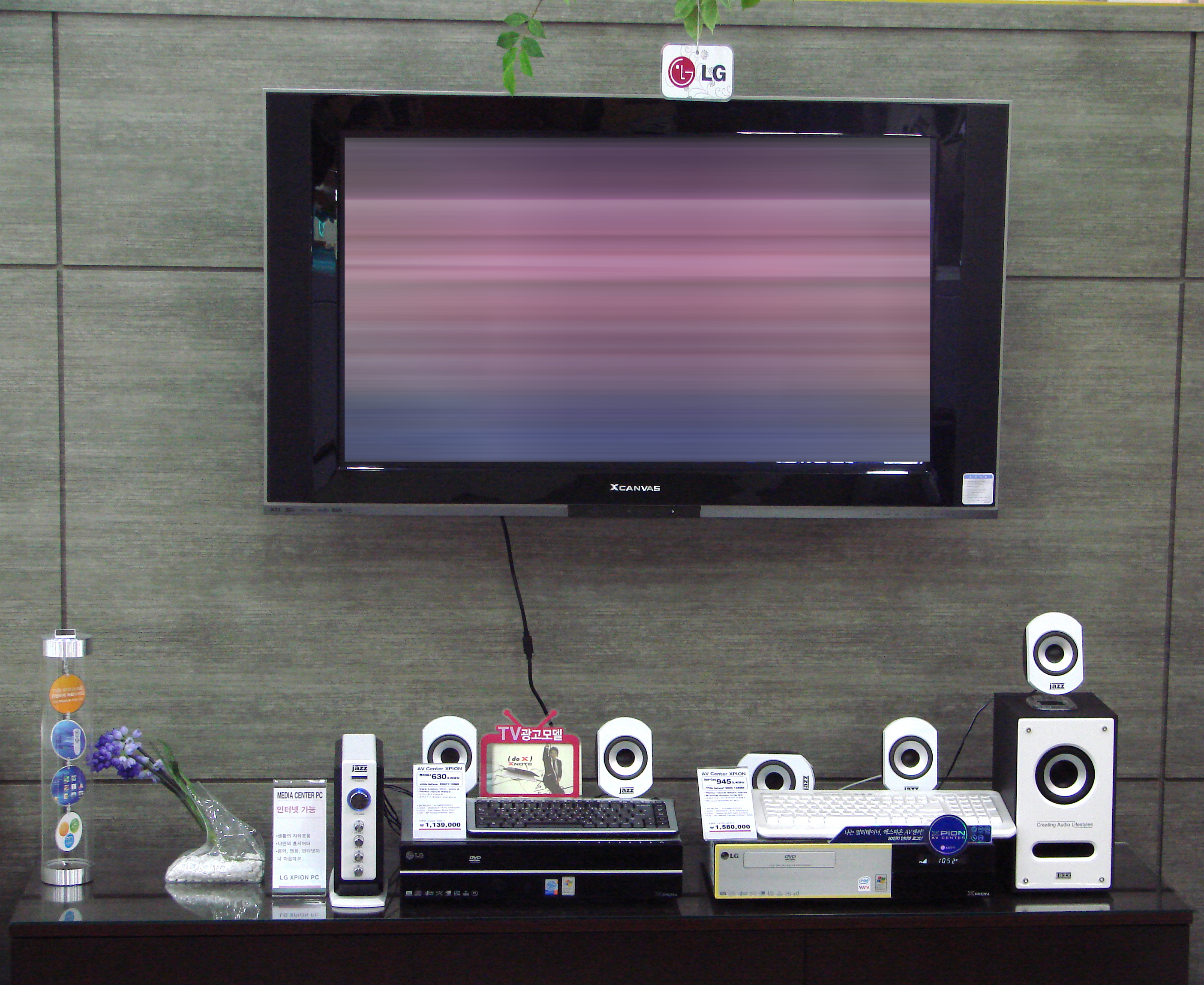
Elektronikprodukte von LG

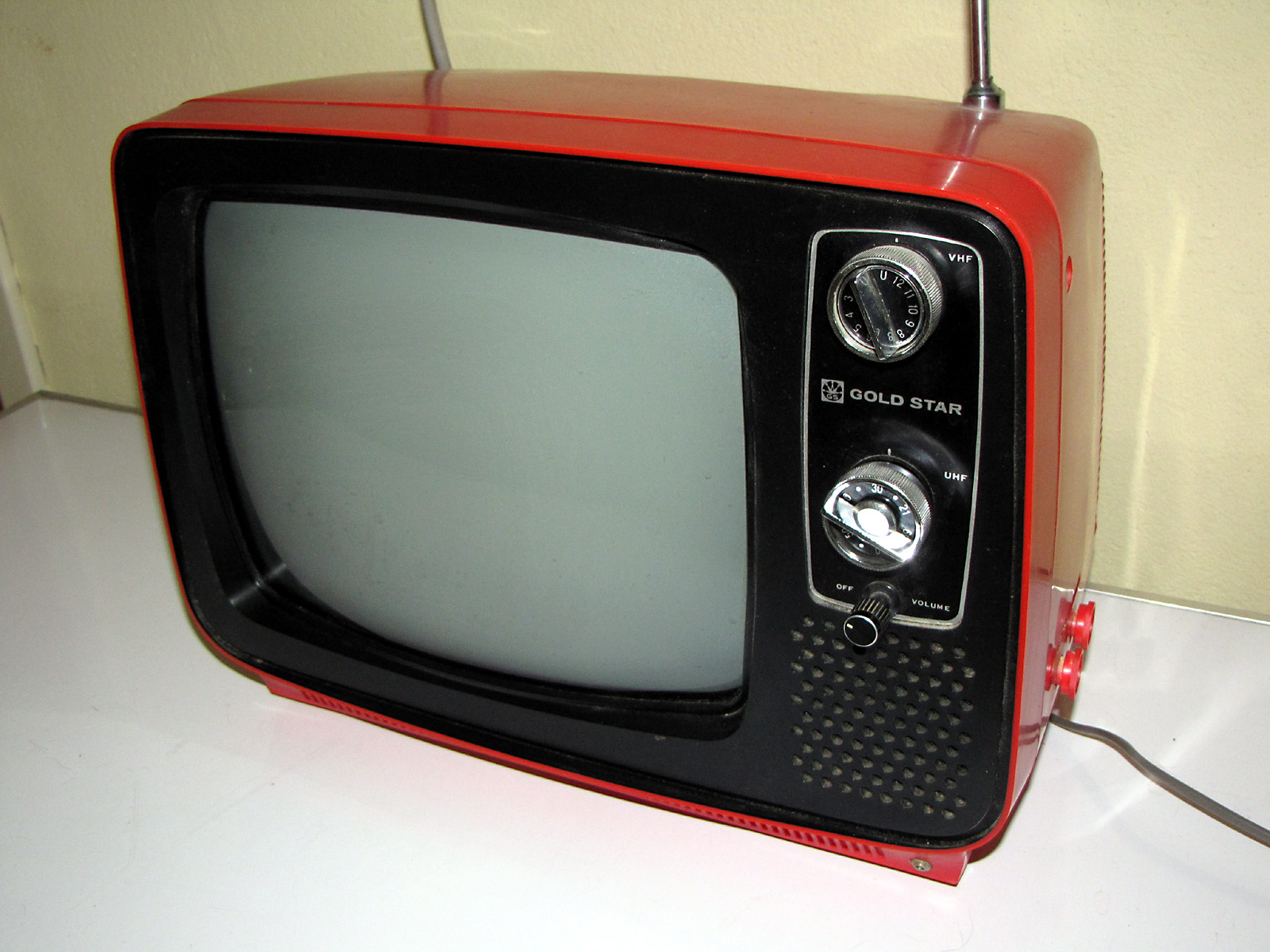
Goldstar Schwarz-Weiß-Fernseher

LG Electronics [ɛlˈdʒɪː ɪlekˈtɹɒnɪks] ist ein Unternehmen aus Südkorea mit Unternehmenssitz in Seoul. Es ist ein Tochterunternehmen der LG Group.

## Geschichte
Goldstar Co., Ltd. wurde 1958 gegründet (Tochter der Lucky Chemical Industrial Co.) und produzierte Unterhaltungselektronik wie Rundfunkempfänger und Fernsehgeräte, Haushaltsgeräte (beispielsweise Kühlschränke, Waschmaschinen und Staubsauger) sowie Klimaanlagen.
1995 wurde Goldstar in LG Electronics umbenannt, wobei LG die Abkürzung von Lucky GoldStar ist. Oft findet man auch die Bezeichnung LGe, wobei das e für Electronics steht. Das aktuelle Firmenlogo wurde ergänzt durch das hinzugefügte Backronym Life’s Good.
Der Konzern bietet heute auch Produkte aus den Bereichen Informationstechnik, Mobilfunk und Photovoltaik an.
LG Electronics war Weltmarktführer bei Mobiltelefonen nach dem zeitweilig in Amerika sowie Teilen von Afrika und Asien verbreiteten CDMA2000-Standard. Das Tochterunternehmen LG Display ist nach Samsung zweitgrößter Hersteller von Flüssigkristallbildschirmen (LCDs). Außerdem war LG im Jahr 1999 marktführend im Bereich der CD-ROM-Laufwerke.
LG Electronics ist weltweit der drittgrößte Haushaltsgerätehersteller nach der Whirlpool Corporation und Electrolux.
Für die nicht erlaubte und nicht abstellbare Rückübertragung von Nutzerdaten an das Unternehmen durch „smarte“ Fernseher erhielt LG Electronics 2014 einen Big Brother Award.
2017 (bezogen auf 2016) lag LG bei Fertigung/Absatz von Li-Ion-Akku-Zellen auf Platz drei. Von 2000 bis 2018 meldete LG Electronics fast 3.000 Patente im Bereich der Batterietechnik an und steht daran gemessen hier auch auf Platz drei.

## LG Home Entertainment (TV/Audio/Video)

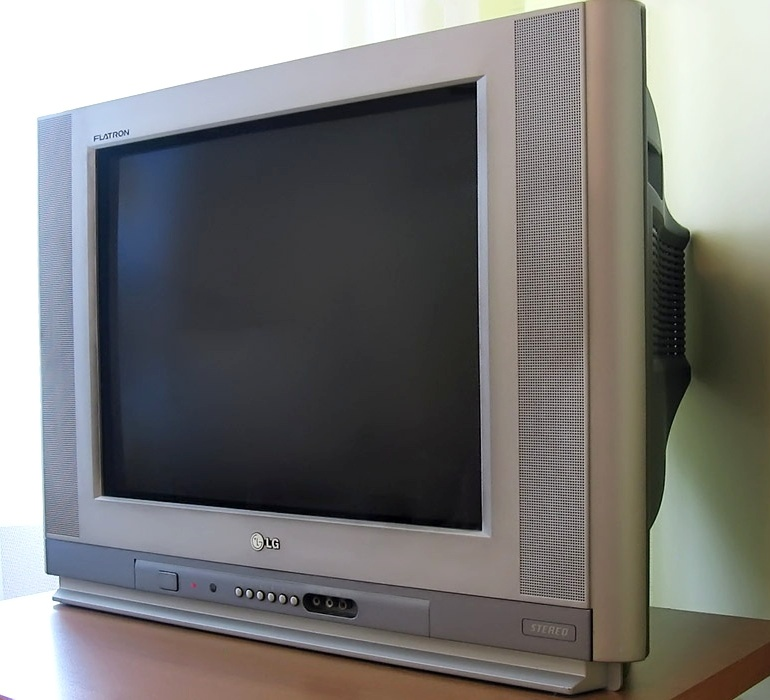
LG-Flatron-Stereo-TV-Gerät

LG Electronics Home Entertainment ist Hersteller von Bildschirmen, im Jahr 2000 noch in Röhrentechnik und inzwischen von Flachbildschirmen und AV-Produkten für Endanwender und Geschäftskunden. Das Produktspektrum umfasst unter anderem OLED, LED/LCD- und Plasma-Fernseher, Heimkinosysteme, Blu-ray-Player sowie Audio- und Video-Player.
Internetfähige Fernseher des Unternehmens, so wurde lediglich durch Zufall entdeckt, senden selbst nach Abschalten der betreffenden Funktion unverschlüsselt Informationen an das Herstellerunternehmen. Diese können der eingestellte Kanal sein, die eingelegte DVD oder Informationen über Dateien auf an den Fernseher angeschlossene Datenträger. Ermöglicht wird dies durch den Standard HbbTV, der die Verbindung von Fernsehen und Internetinhalten regelt. Gesichert ist, dass LG diese Informationen über das Publikum vor dem jeweiligen Fernseher für die Erstellung personalisierter Werbung nutzte. Für dieses 2013 bekannt gewordene „Feature“ bekam LG Electronics 2014 den Big Brother Award in der Kategorie Verbraucherschutz.
Diese Übertragung der Nutzerdaten wurde vom Unternehmen selbst zum Teil als obsolet dargestellt. Persönliche Dateien auf externen Datenträgern sollten nicht ausgespäht werden; auch dass die Übertragung nicht abstellbar war, sei ein Fehler. Die Übertragung der Sehgewohnheiten in der Standardeinstellung zur Abstimmung der Werbung auf den Nutzerkreis des jeweiligen Fernsehers jedoch ist laut LG beabsichtigt.

## LG Information System Products (IT-Produkte)
Der Geschäftsbereich umfasst optische Laufwerke, Notebooks, Computermonitore, Monitor-TV-Kombinationen, USB-Sticks und Business-Projektoren (Beamer). Bei den Laufwerken hatte LG CD-Laufwerke entwickelt und war mit 16,6 Prozent Marktanteil der größte Hersteller von CD-ROM-Laufwerken; im Jahr 2000 wurde dann für DVD-Laufwerke mit Hitachi kooperiert, diese aber unter eigenem Namen vertrieben.

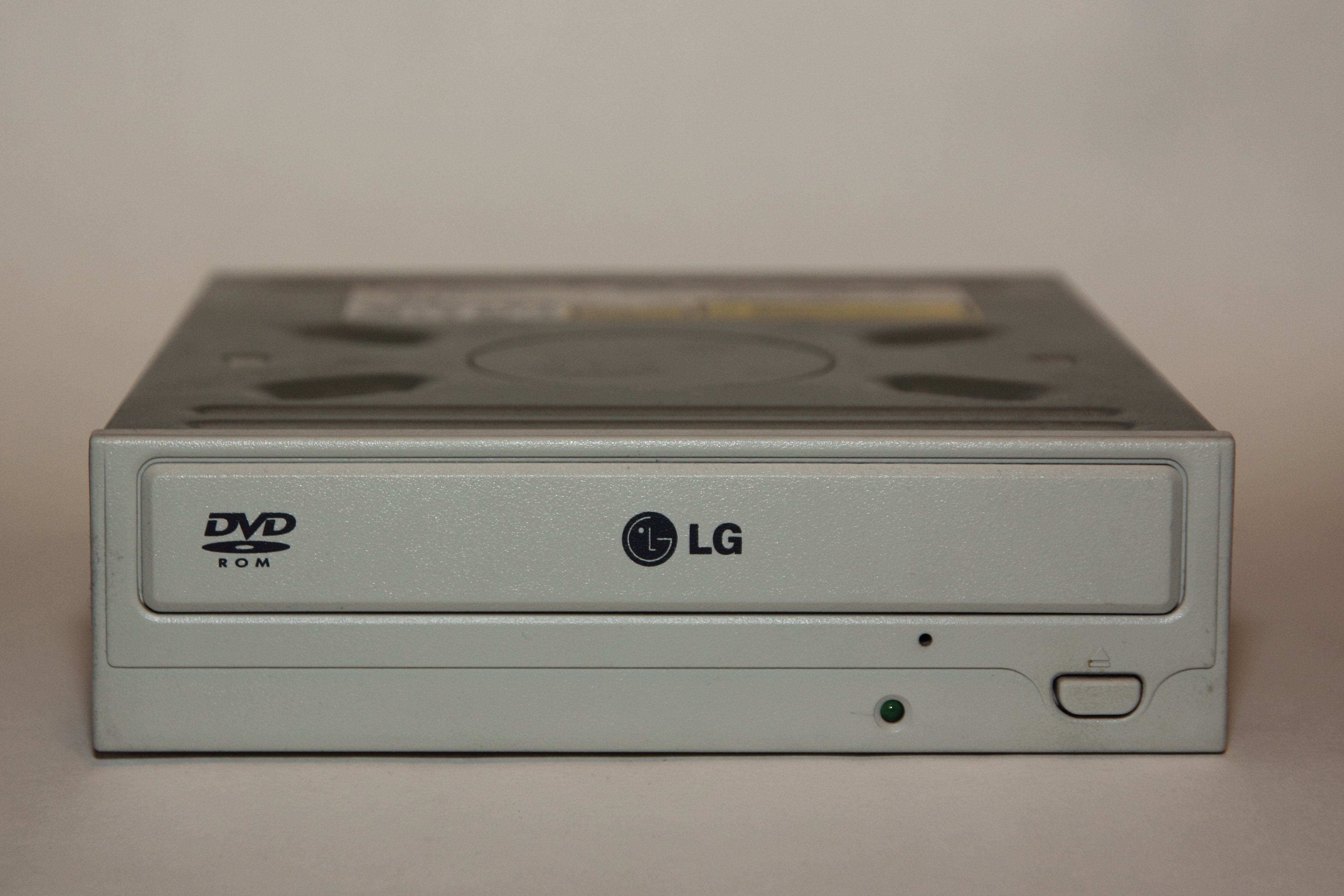
LG-DVD-Speicherlaufwerk
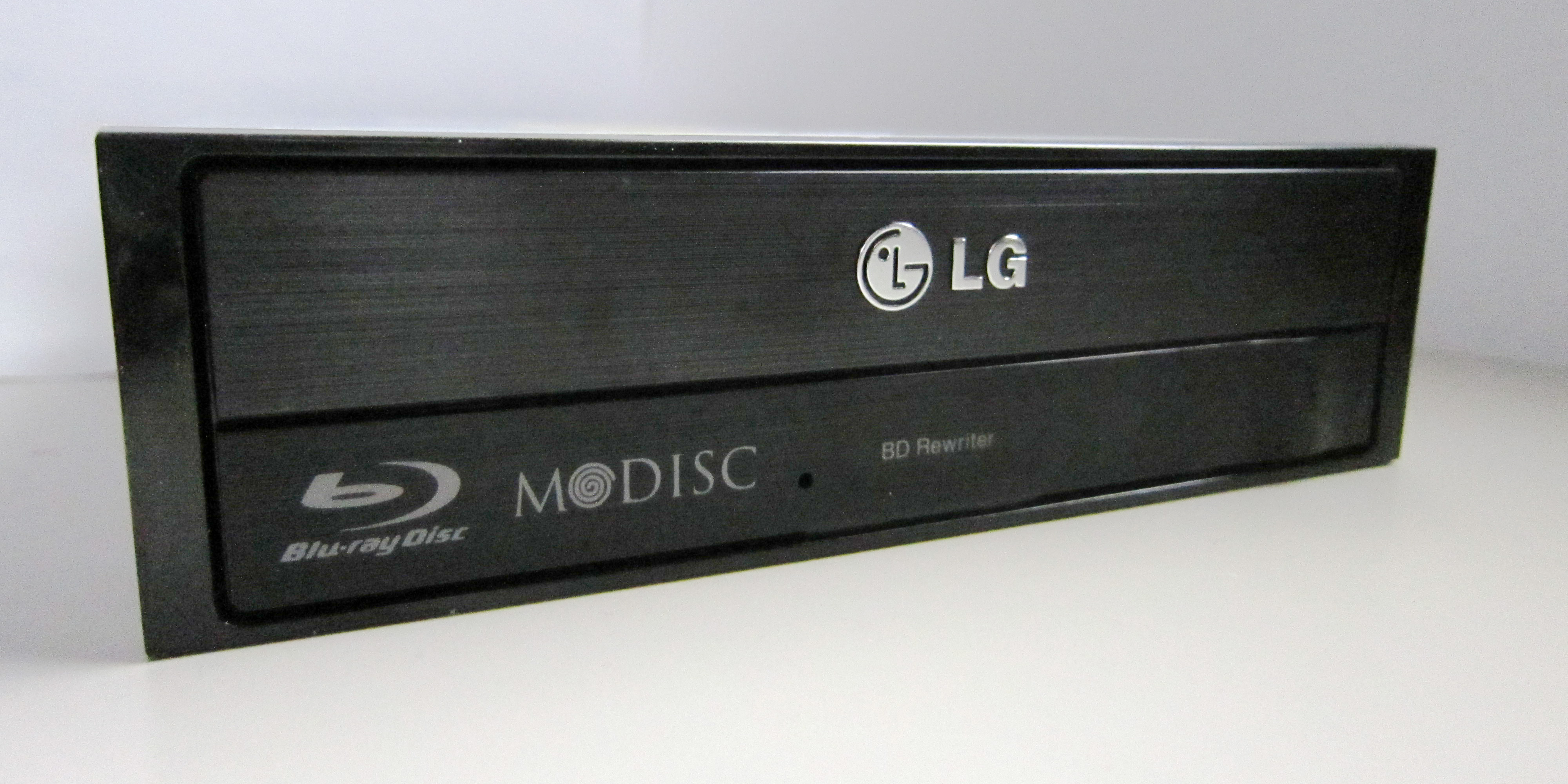
LG-Blu-ray-Speicherlaufwerk
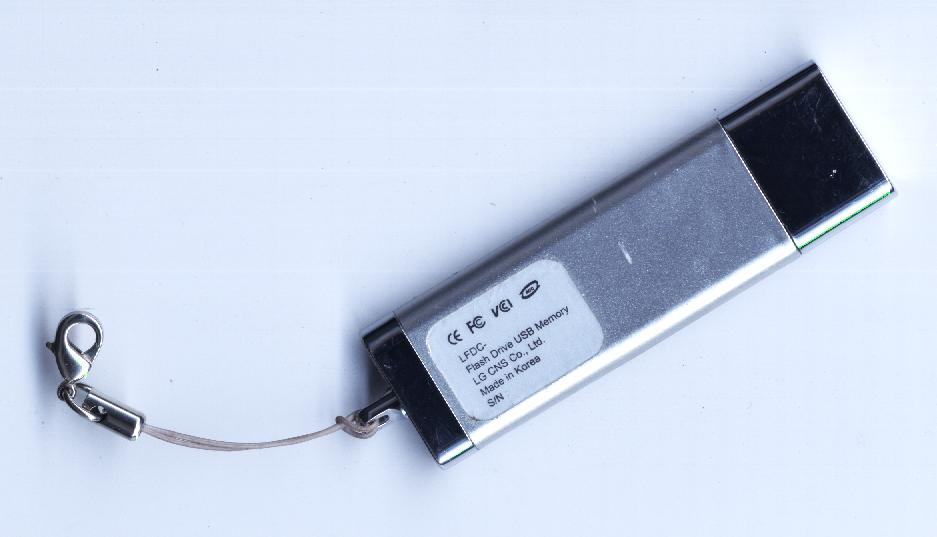
LG-USB-Speicher-Stick

## LG Mobile (Mobiltelefone, 2004–2021)
Seit 2004 versucht das Unternehmen, sich auf dem europäischen Mobilfunkgeräte-Markt zu positionieren.
Im Dezember 2006 kündigte LG das Touchscreen-Handy KE850 an, das als Konkurrenz zum im darauffolgenden Januar angekündigten Apple iPhone gesehen werden kann.
Im Februar 2007 brachte LG in Zusammenarbeit mit Prada das sogenannte „Prada Phone“, eine optisch aufgepeppte Version des KE850, auf den Markt, gleichfalls ohne UMTS-Funktion, Videotelefonie und Sprachfunktion. Seit Ende 2007 bot LG die Nachfolger KU990 („Viewty“) und KS20 und seit Ende 2008 das KC910 Renoir an.
Im Jahr 2009 stellte das Unternehmen die neue Benutzeroberfläche für seine Mobiltelefone 3D S-Class auf dem ARENA (LG-KM900) vor. Es folgte das LG GS290, auch „Cookie Fresh“ genannt.

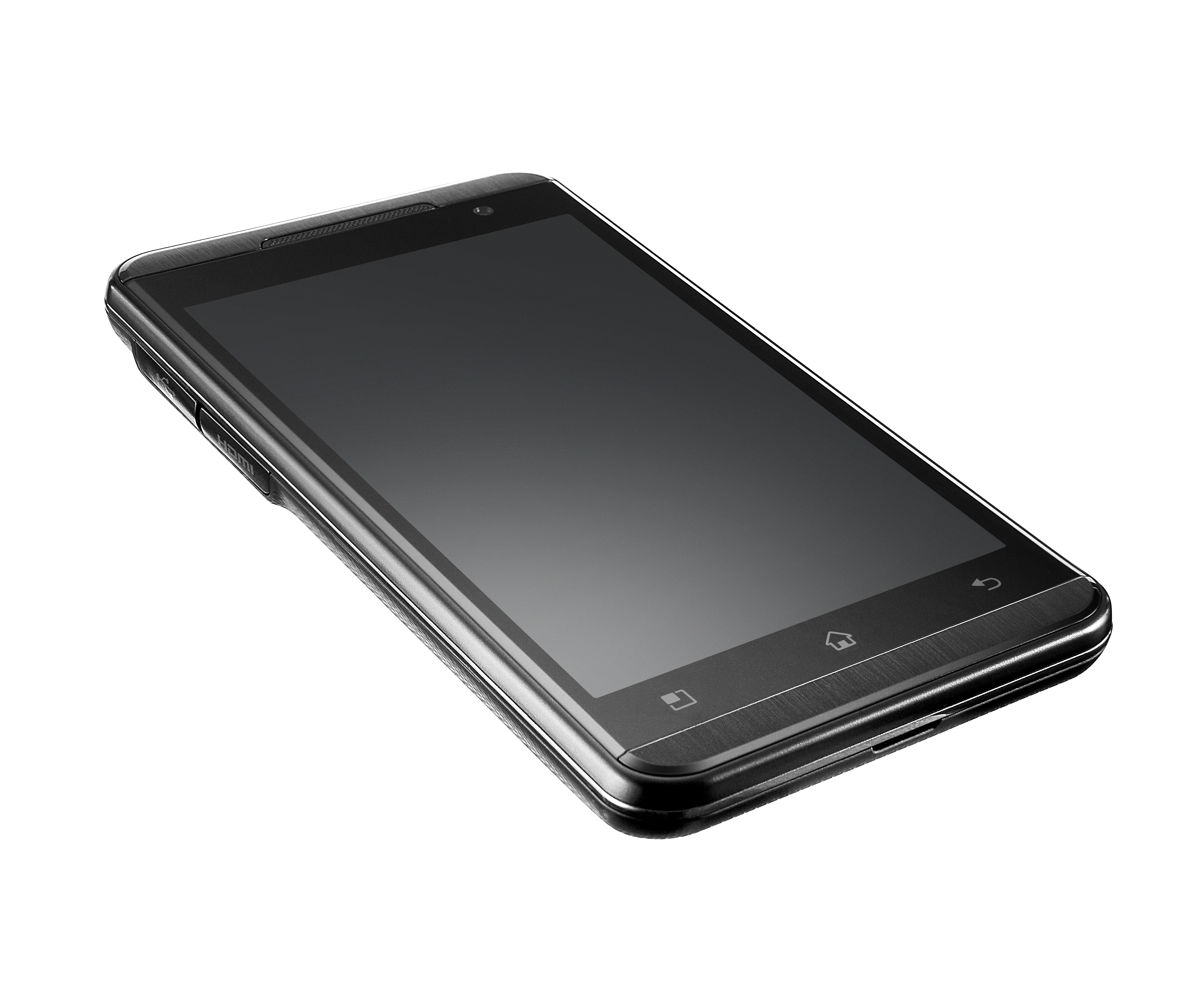
LG Optimus 3D

Auf der Consumer Electronics Show 2011 in Las Vegas wurde das LG Optimus Black vorgestellt. Dieses Smartphone zeichnet sich durch die Verwendung eines von LG entwickelten Bildschirmtyps Nova-Display mit besonders starker Helligkeit aus. Dadurch soll das Ablesen des Bildschirms auch unter schwierigen Bedingungen, beispielsweise bei starkem, direkten Sonnenlicht, erleichtert werden. Der hierfür angegebene Wert von 700 Nit entspricht – in Deutschland gebräuchlicheren – 700 Candela pro Quadratmeter.

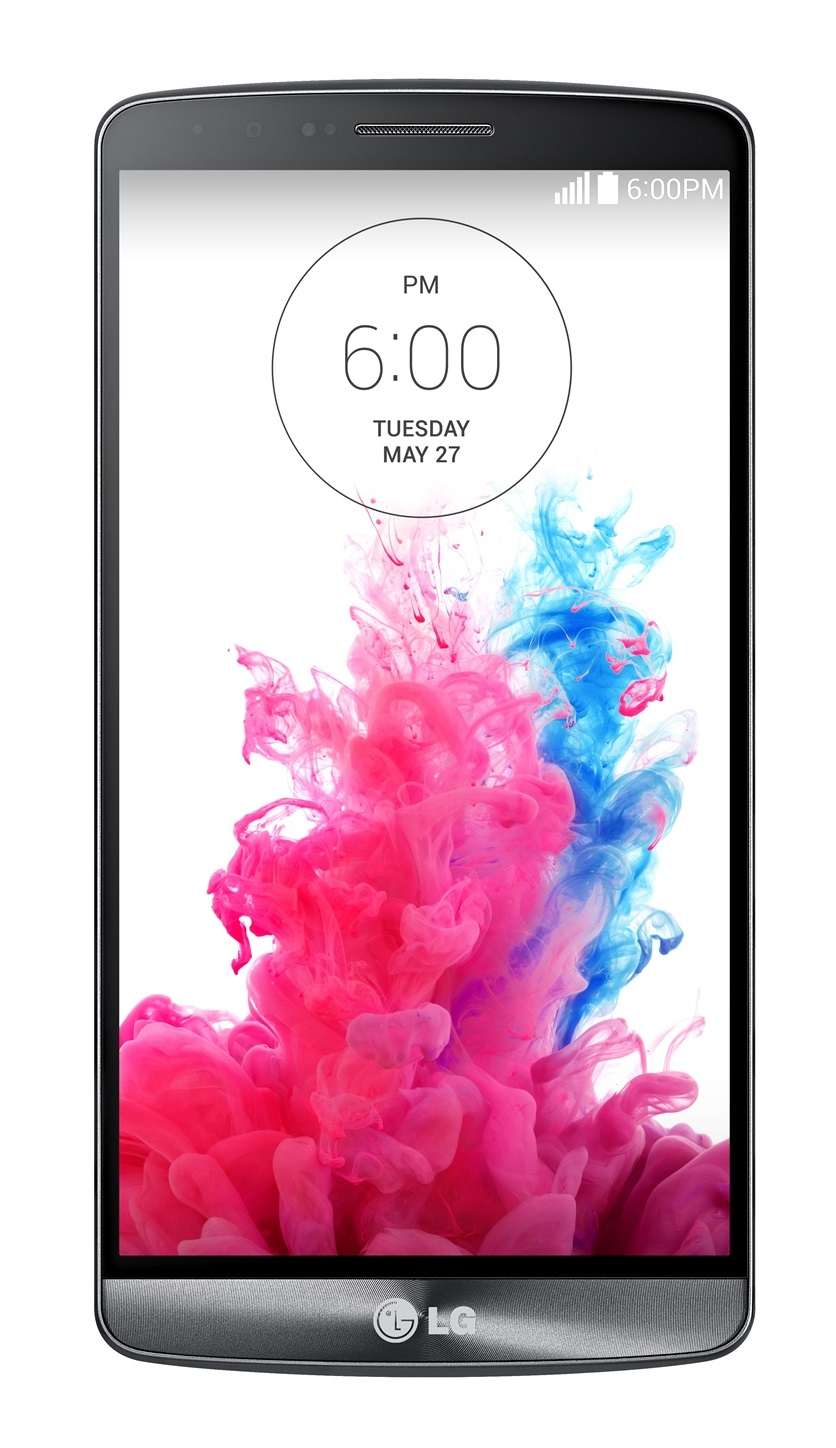
LG G3

Darüber hinaus wurde auf der Consumer Electronics Show (CES) 2011 das erste Smartphone mit zwei Prozessor-Kernen vorgestellt. Das sogenannte Optimus 2X enthielt einen Tegra-Prozessor des Chipherstellers Nvidia und wurde in Deutschland unter dem Namen Optimus Speed vertrieben. Bei einer Präsentation auf der CES konnte das Gerät, angeschlossen an einen Fernseher, unter anderem ein Videospiel, das für die Playstation 3 hergestellt worden ist, flüssig wiedergeben.
Auf dem GSMA Mobile World Congress (MWC) in Barcelona stellte LG am 14. Februar 2011 das weltweit erste Smartphone mit dreidimensionaler Darstellung vor. Es handelt sich dabei um ein Verfahren, das die Betrachtung von 3D-Inhalten ohne Brille ermöglicht. Das LG P920 Optimus 3D verfügt zudem über zwei Kameras, mit denen 3D-Fotos und -Videos aufgenommen werden können.
Das Smartphone Optimus 4X HD wurde auf dem GSMA Mobile World Congress 2012 in Barcelona (27. Februar bis 1. März) vorgestellt, LGs erstes Smartphone mit dem Quad-Core-Prozessor Nvidia Tegra 3 mit einer Taktfrequenz von 1,5 GHz. LG produzierte zusätzlich zu seinem eigenen Quad-Core-Smartphone das Google Nexus 4. Im vierten Quartal 2013 verkaufte LG Electronics 13,2 Millionen Smartphones.
Das LG G2 wurde 2013 vorgestellt und punktete mit den so genannten Rear-Key-Tasten auf der Rückseite statt der üblichen Seitentasten an Smartphones, welche eine bessere und einfachere Bedienung erreichen sollten. Das G2 stellt den Nachfolger des Optimus G dar und besitzt ein 5,2 Zoll großes Display, welches mit 1920 × 1080 Pixeln eine Pixeldichte von 424 ppi erreicht und ein Oberflächenverhältnis von 75,9 % vorweist. Das Smartphone wiegt 140 g und ist 138,5 × 70,9 × 9,14 mm groß. Die Displayränder (Bezel) an den Seiten sind lediglich 2,65 mm breit. Laut LG soll das G2 mit dem 3000 mAh großen Akku eine solide Standby-Laufzeit von 826 Stunden erreichen. Das G2 lief zum Release mit Android 4.2 Jelly Bean und besitzt die hauseigene Systemoberfläche LG UX. Der Nachfolger, das LG G3, wurde im Mai 2014 vorgestellt. Dessen Nachfolger wiederum ist das LG G4, das Anfang Juni 2015 auf den Markt kam.
Anfang 2016 wurde auf dem MWC (Mobile World Congress) in Barcelona das LG G5 vorgestellt, zusammen mit sogenannten LG Friends, optionalen Zubehörprodukten: ein Bluetooth-Headset, ein HIFI-Modul, ein Kameragriff mit integriertem Akku, eine 360-Grad-Kamera; eine VR-Brille, die man über USB-C mit dem Smartphone verbindet; ein Sphero-artiger Überwachungsroboter mit Kamera und eine Action-Cam.
Anfang April 2021 teilte LG mit, dass er sich bis Ende Juli 2021 aus dem Geschäft wegen „unglaublich starker Konkurrenz“ zurückziehen werde. Das Unternehmen wolle sich stärker auf Wachstumsbereiche wie E-Mobilität und Robotertechnik konzentrieren.

## LG Home Appliances (Hausgeräte)

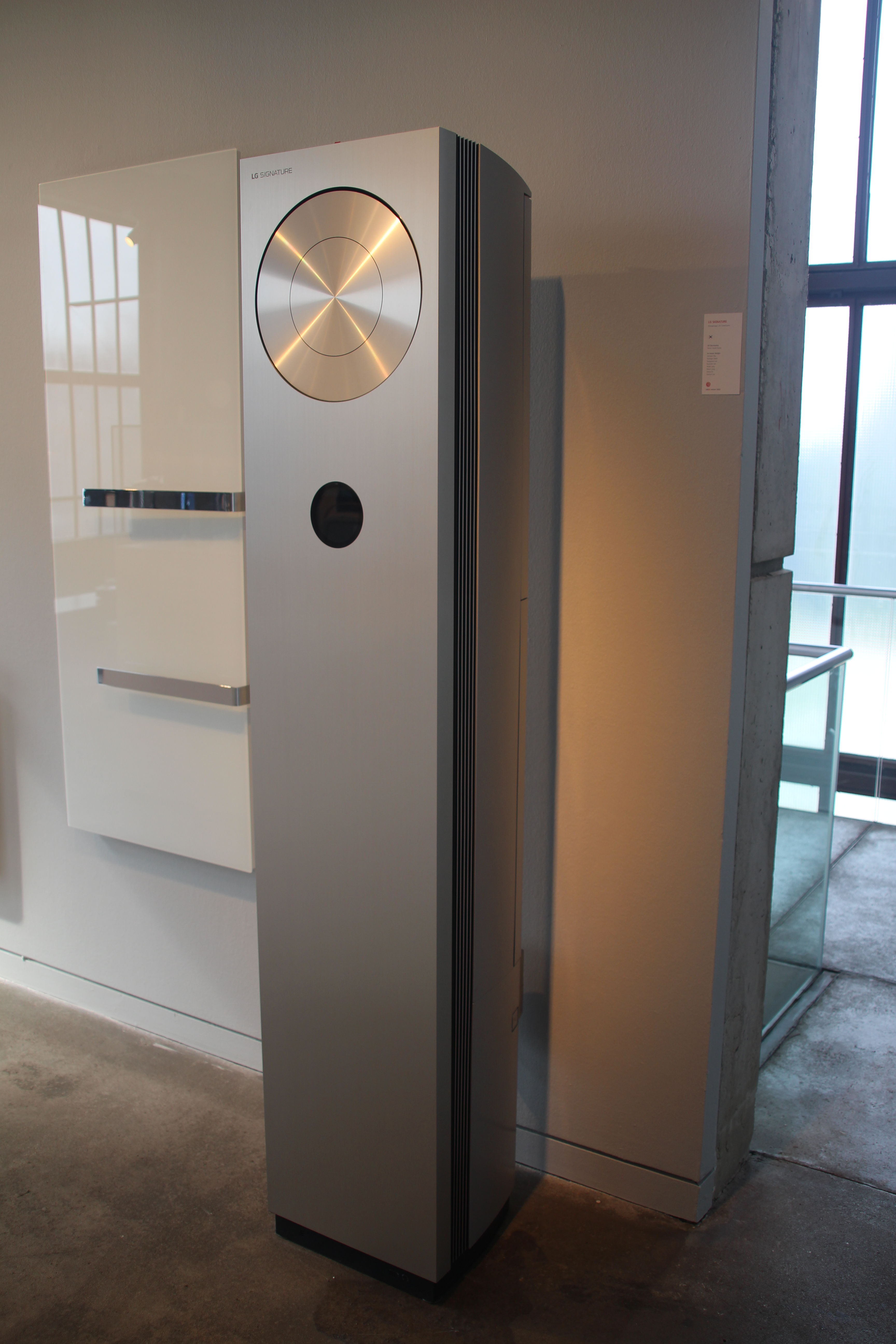
Klimagerät LG Signature
im Red dot Design Museum, Essen (2020)

LG produziert Heimgeräte wie Kühlschränke, Waschmaschinen und Trockner, Staubsauger, Küchengeräte und Klimageräte. Im Juni 2014 kündigte LG die Markteinführung von smarten Geräten mit dem Messaging-Service HomeChat für Korea an. Diese App unterstützt den koreanischen Chatdienst Naver, damit Gerätebesitzer miteinander chatten und Inhalte teilen, aber auch ihre Geräte über das Handy steuern können. Die Nutzer können Nachrichten mit Steuerbefehlen senden, um z. B. ihre Waschmaschine zu starten.
Im Bereich der Klimageräte werden Modelle mit Bilderfront (Artcool Gallery) angeboten.

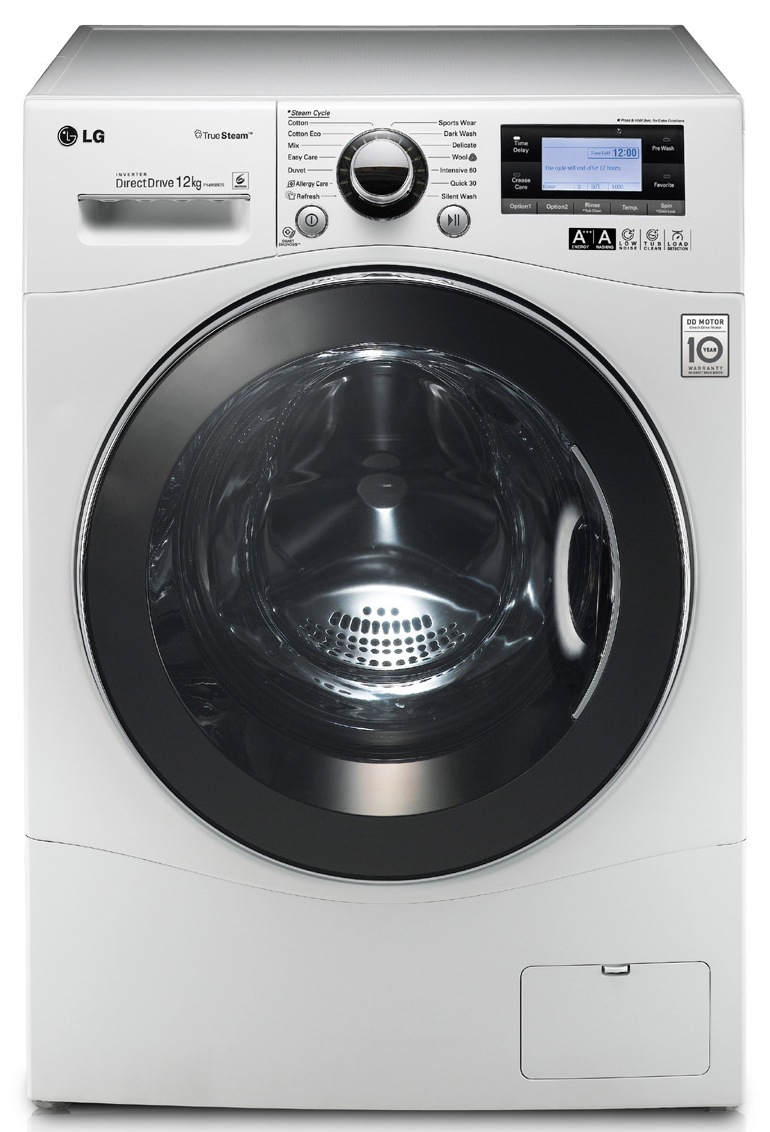
Waschmaschine von LG
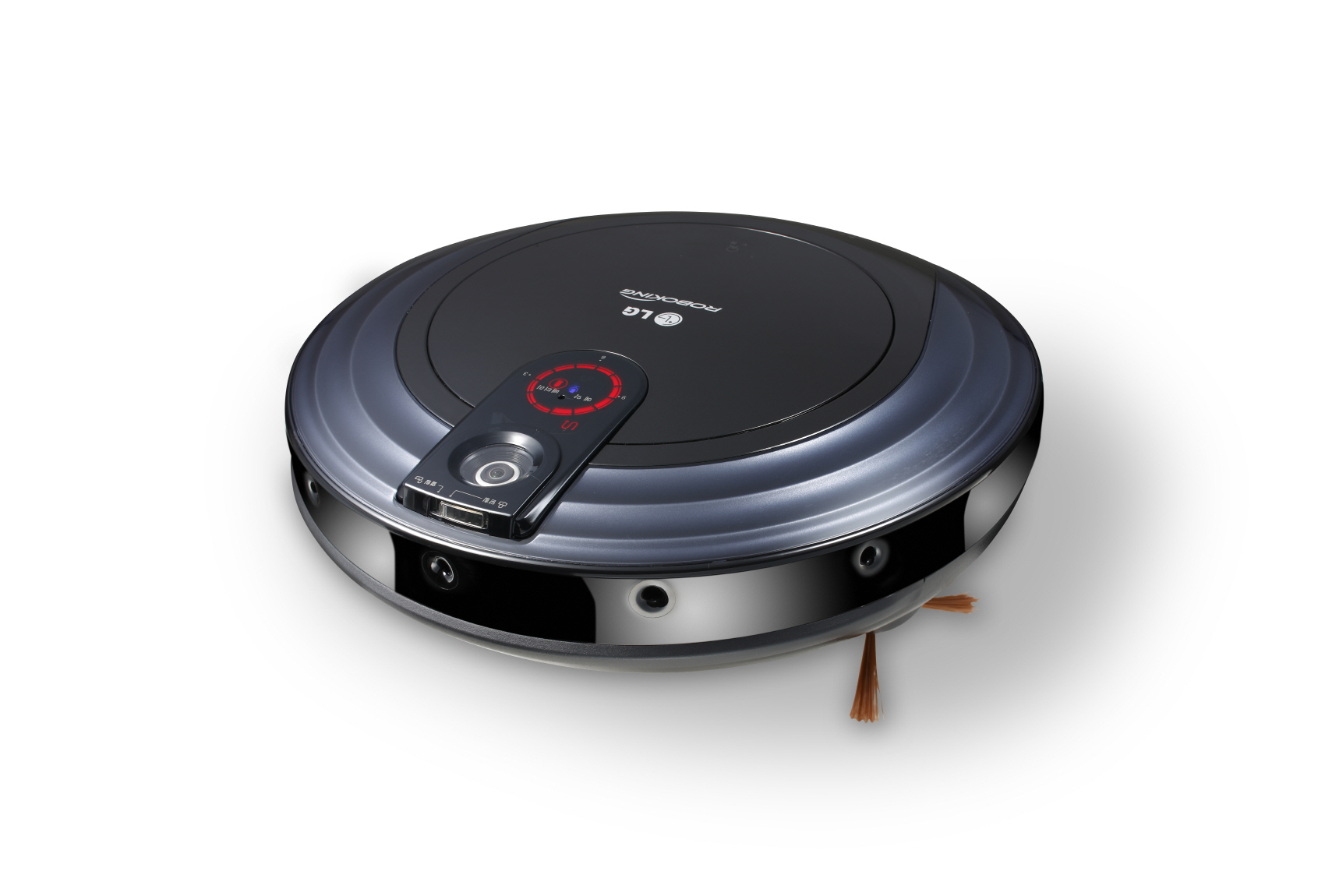
Saugroboter (2011)
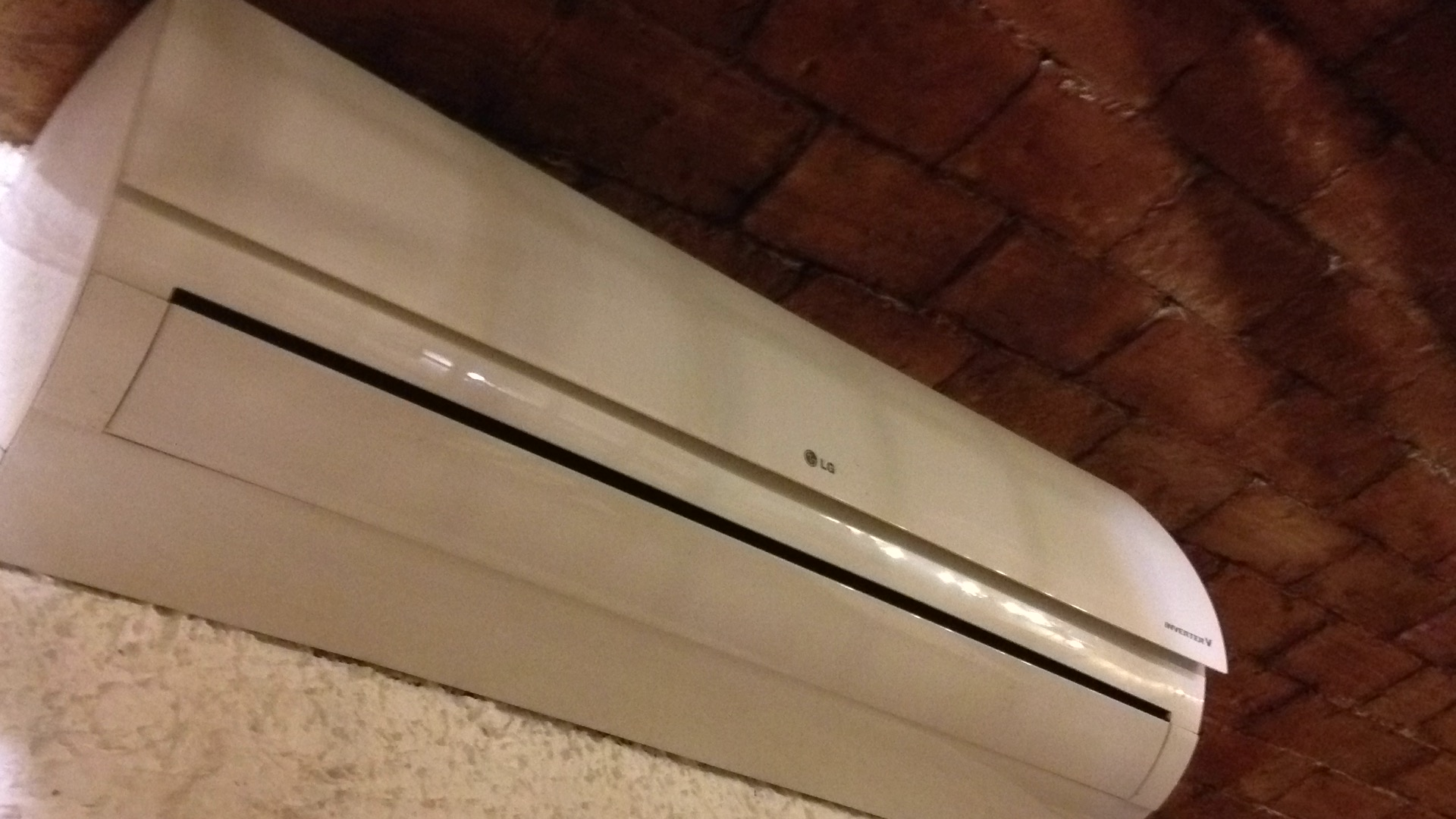
Klimagerät von LG
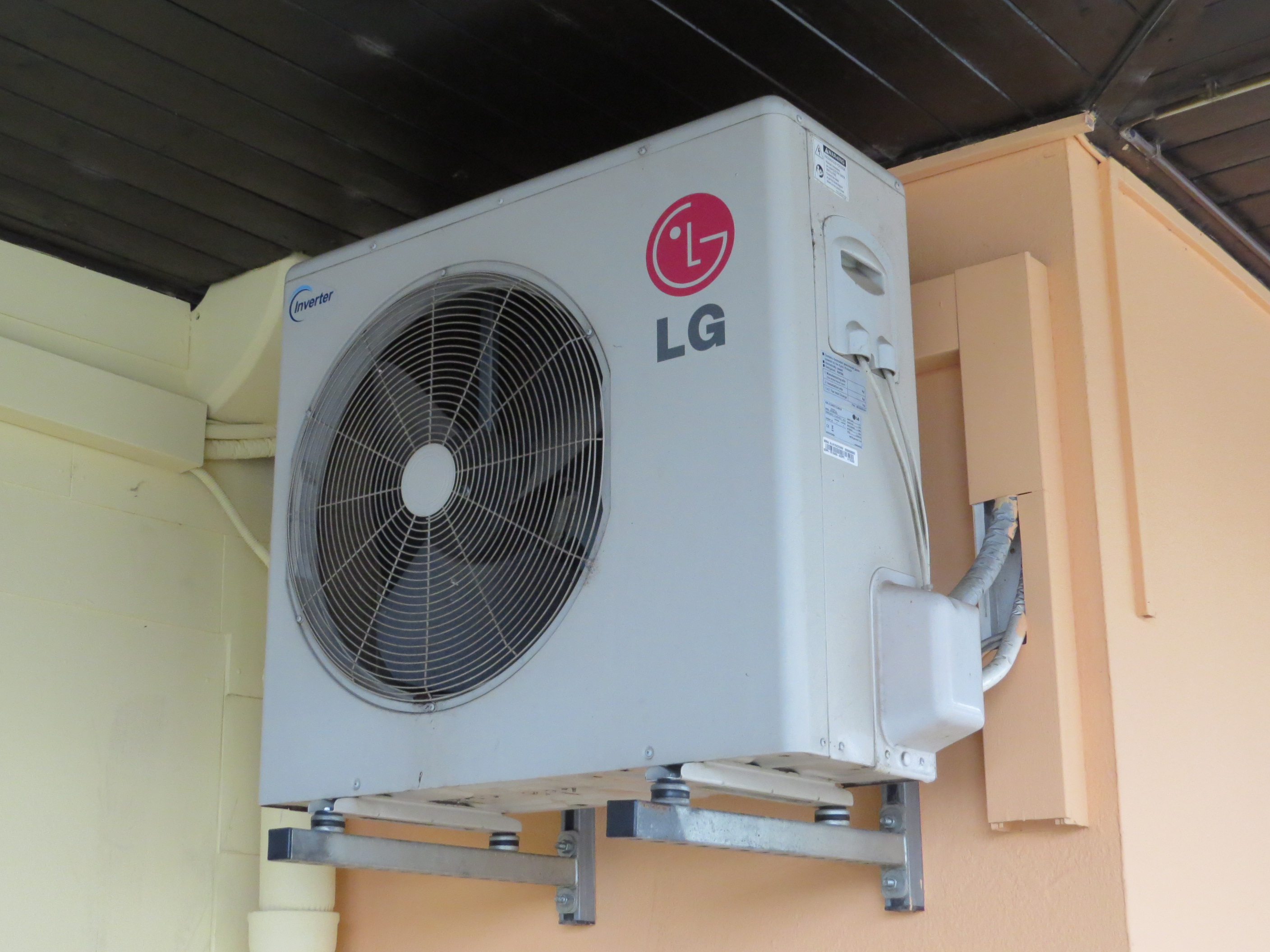
Klimagerät von LG

## Tochterunternehmen und Beteiligungen
In Deutschland sind die Tochterunternehmen LG Electronics Europe sowie LG Electronics Deutschland mit Sitz in Eschborn (zuvor London/Ratingen, Umzug Ende 2016/Anfang 2017) tätig. 2010 beschäftigte die LG Electronics Deutschland GmbH 350 Mitarbeiter in den Bereichen Home Entertainment, Mobile Communications, Information System Products, Air Conditioning und Home Appliance. Die deutsche Tochtergesellschaft erzielte einen Umsatz von 1.024,28 Millionen Euro.
Die österreichische Unternehmenszentrale befindet sich in Wien.
1995 beteiligte sich LG am amerikanischen Fernsehgerätehersteller Zenith Electronics Corporation, der 1999 komplett übernommen wurde.

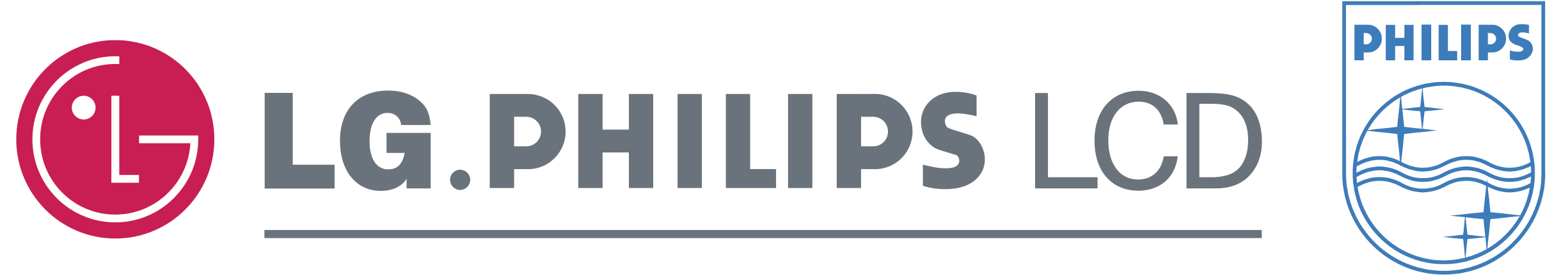
Logo LG.Philips LCD (1999–2008)

In Südkorea betreibt LG Electronics den LCD-Hersteller LG Display, der 1999 als Joint Venture gemeinsam mit dem niederländischen Unternehmen Philips als LG.Philips LCD gegründet wurde. Die Firma wurde umbenannt, als Philips 2008 einen Großteil seiner Anteile verkaufte.
Zusammen mit dem Unternehmen Hitachi wurde im November des Jahres 2000 die Hitachi-LG Data Storage gegründet. Hitachi lieferte 51 % der Investitionssumme. Seitdem wurden bis 2019 über 1,4 Milliarden optische Laufwerke hergestellt.
LG gehört zu den ersten Unterstützern der FIDO-Allianz, die seit 2013 den Industriestandard Universal Second Factor (U2F) für eine allgemein anwendbare Zwei-Faktor-Authentifizierung entwickelt hat.